# Edith Head

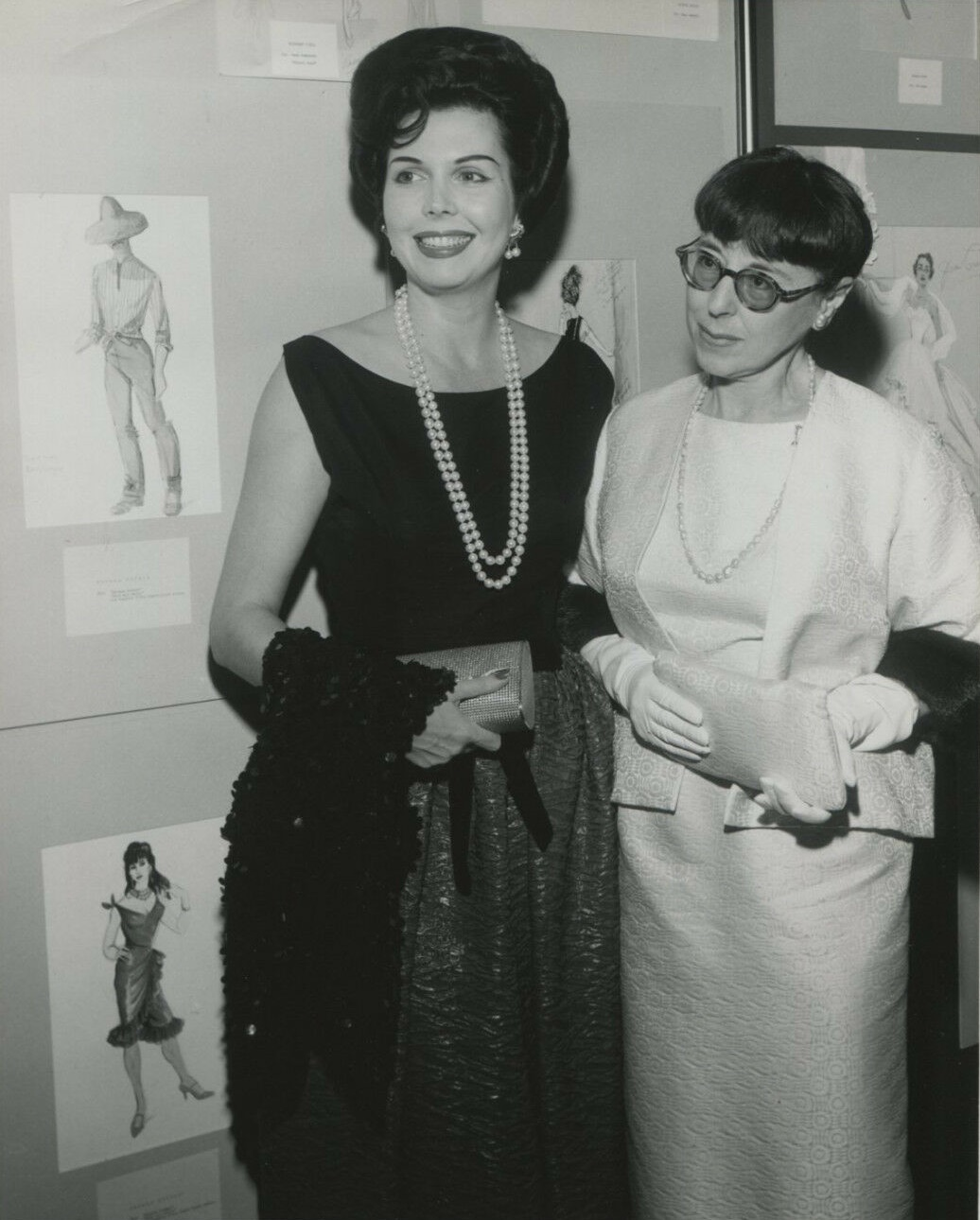
Ann Miller en Edith Head

Edith Head, geboren Edith Claire Posener, (San Bernardino, 28 oktober 1897 – Los Angeles, 24 oktober 1981) was een Amerikaanse kostuumontwerpster die vanaf 1924 tot aan haar dood kostuums ontwierp voor Amerikaanse films. Ze won acht Academy Awards voor haar ontwerpen en verzamelde vijfendertig Academy Award-nominaties.
In totaal werkte ze als kostuumontwerpster mee aan 750 films.

## Lerares in Californië
Edith Head werd op 28 oktober 1897 in San Bernardino, Californië geboren als Edith Claire Posener. Haar ouders waren van Joodse afkomst, maar na haar scheiding hertrouwde Anna Levy, Ediths moeder, in 1901 met de katholieke Frank Spare, een mijningenieur en werd net als Edith katholiek. Edith was een goede leerling en excelleerde in talen. In 1919 behaalde ze met cum laude voor Frans haar bachelor in de letteren aan de University of California. In 1920 behaalde ze haar master aan de Stanford University. Na haar studio gaf ze Franse les aan de Hollywood School for Girls. Om meer te verdienen blufte ze dat ze ook tekenles kon geven, al had ze sinds de middelbare school niet meer getekend. Om niet door de mand te vallen, nam ze in de avond tekenlessen aan het Chouinard Art College. Een van haar klasgenoten van het College stelde haar voor aan haar broer Charles Head, met wie ze op 25 juli 1923 trouwde. Het huwelijk hield niet lang stand, al na een aantal jaren leefden Edith en Charles gescheiden, waarna in 1936 de definitieve scheiding werd uitgesproken. Wat wel bleef was de achternaam van Charles. Als Edith Head zou Edith tot aan haar dood bekend blijven.

## Hollywood
Zoals Edith Head als lerares had gebluft dat ze kon tekenen, zo blufte ze zich in 1924 in de filmindustrie. Ze reageerde op een advertentie van de kostuumafdeling van Paramount Pictures die iemand zochten die kostuums kon schetsen. Voor het sollicitatiegesprek leende ze de schetsen van een medestudent van Chouniard. Ze werd aangenomen en al snel ontwierp ze de kostuums voor diverse Paramountfilms. Ze begon met The Wanderer uit 1925 en in 1930 behoorde ze tot de top van de kostuumontwerpers in Hollywood. Aanvankelijk werd ze nog overschaduwd door de hoofdkostuumontwerpers van Paramount, aanvankelijk Howard Greer en later Travis Banton. Pas na het vertrek van Barton in 1938 kreeg ze als hoofdontwerper van Paramount de waardering die ze verdiende. Als hoofd van de ontwerpafdeling maakte ze vrijwel geen eigen schetsen meer. Ze beschikte nu over een team van tekenaars om haar ideeën voor kleding uit te werken. Het publiek leerde haar pas goed kennen met haar ontwerp voor de sarongachtige jurk van Dorothy Lamour in The Hurricane.
In 1940 trouwde ze met decorontwerper Wiard Ihnen en dit huwelijk duurde tot zijn dood in 1979. Ze was inmiddels een bekende verschijning geworden in de filmwereld en viel op doordat ze voortdurend een zonnebril droeg. In werkelijkheid was het geen zonnebril, maar een bril met blauw getinte glazen. Ontwerpers uit de tijd dat er veel zwart-witfilms werden gemaakt konden met via blauw gekleurd glas zien hoe kleuren er in zwart-wit uit zouden zien, dit deden ze meestal via een enkele lens. Head vond een oplossing die praktischer was voor haar.

## De lievelingsontwerpster van de sterren

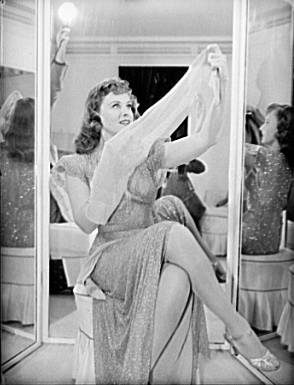
Actrice Paulette Goddard toont een avondjurk ontworpen door Edith Head

Head werkte 43 jaar voor Paramount Pictures. In al die jaren was ze geliefd vanwege haar manier van werken, waarbij ze intensief overlegde met de (meestal) vrouwelijke sterren van de films. Veel sterren uit de jaren veertig en vijftig als Ginger Rogers, Bette Davis, Barbara Stanwyck, Shirley MacLaine, Anne Baxter, Grace Kelly, Audrey Hepburn, Elizabeth Taylor, en Natalie Wood lieten zich graag door Head kleden. Maar Head was niet alleen een ontwerpsters voor actrices, ze was ook een geliefde ontwerpster van Alfred Hitchcock en Hal Wallis. Ook komiek Jerry Lewis werd door Head gekleed. Op verzoek van filmactrices van de concurrentie werd Head door Paramount regelmatig uitgeleend aan andere studio's. Haar manier van ontwerpen werd echter niet door iedereen gewaardeerd. Zo eiste actrice Claudette Colbert dat ze niet door Head gekleed zou worden. Overigens was Head zelf niet altijd gelukkig met 'haar' sterren. Een van haar beroemd geworden uitspraken luidde: "I have yet to see one completely unspoiled star, except for Lassie" (ik heb nog nooit een ster gezien die niet volkomen verwend was, behalve misschien Lassie).
In 1967 verlengde Paramount haar contract niet meer waarna Head op 27 maart 1967 overstapte naar Universal Studios. Ze was toen al 69 jaar. Hoe verweven ze was met Paramount bleek uit haar beroemde uitspraak: "If it is a Paramount film, I probably designed it (Als het een film van Paramount is, heb ik de kostuums ontworpen)".

## Van Paramount naar Universal
In 1967 was Hollywood niet meer de filmstad van de jaren veertig en vijftig. Het studiosysteem was in verval en veel van de grote sterren uit Hollywoods gouden jaren waren dood of met pensioen. Voor Head was er meer te doen voor televisie. Ze maakte veel kostuums voor Olivia de Havilland en andere voormalige Hollywoodsterren die nu voor de televisie werkten. Haar ontwerpen voor de televisieserie Little Women werden geprezen. Daarnaast legde ze veel eer in met haar ontwerp voor een uniform voor de vrouwen van de United States Coast Guard (Amerikaanse kustwacht). Maar ze bleef films doen en in 1974 kreeg ze haar laatste Academy Award voor The Sting. Haar laatste filmproject was Dead Men Don't Wear Plaid met Steve Martin. In deze film zitten stukjes film uit de jaren veertig verwerkt. Head ontwierp voor Steve Martin kostuums die pasten bij deze films. De film werd kort na haar dood uitgebracht.

## Dood
Edith Head stierf op 24 oktober 1981 aan myelosclerose, een verharding van het beenmerg, vier dagen voor haar vierentachtigste verjaardag.

## Stijl

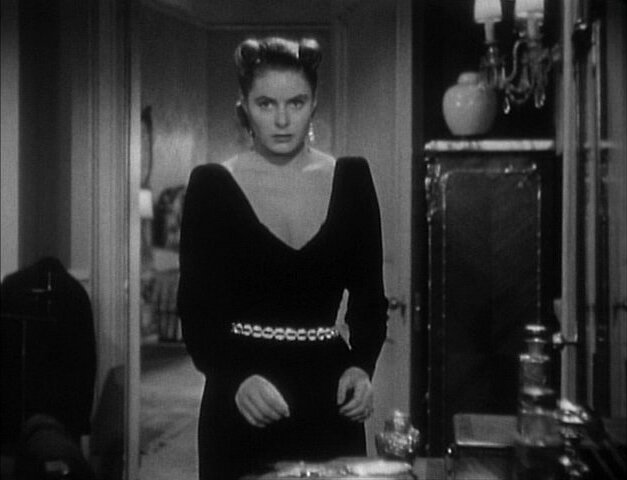
Ingrid Bergman in Notorious in een door Edith Head ontworpen jurk

Hoewel Head zelf bescheiden was, wist ze met haar ontwerpen veel actrices om te toveren in sterren. Het begon met Clara Bow, een actrice uit het tijdperk van de zwijgende film wier enigszins gedrongen lichaam door Head werd gecamoufleerd. Ze accentueerde juist weer de vormen van Jean Harlow met een schuingesneden jurk. Mae West werd door haar behoed voor de ingrepen van de censuur door Heads speciale ontwerpen met de nadruk op nauwsluitende kleding. Ze kon ook extravagant zijn zoals haar ontwerp voor de beroemde pauwencape die Hedy Lamarr droeg in Samson and Delilah in 1949. De enigszins mannelijke lijn van Marlene Dietrichs kleding werd door Head neergezet in de herenkostuums die ze voor de actrice ontwierp. Beroemd waren haar jurken met wespentailles voor Mary Martin, Veronica Lake, Bette Davis en Elizabeth Taylor. Ingrid Bergman kreeg van Head mannenkleding voor For Whom the Bell Tolls uit 1943, de habijt van een non in The Bells of St. Mary's (1945) en een 'spionageoutfit' voor Notorious (1946). Paramount was zo trots op de prestaties van Head dat ze in de publiciteit de nadruk legde op Hollywood als modestad in plaats van Parijs. Overigens was de kledingstijl van Head zelf erg ingetogen en neutraal.

## Edith Head in beeld
Hoewel ze bijna zestig jaar achter de schermen werkte, was Edith Head soms ook te zien in films of televisieseries:
- In de film Lucy Gallant (1955) is ze te zien als ceremoniemeester van een modeshow.
- In de film The Pleasure of His Company (1961) heeft ze een kleine rol als kostuumontwerpster.
- In de film The Oscar (1966) heeft ze een cameo.
- In de Amerikaanse detectiveserie Columbo ten slotte is Edith Head te zien in de aflevering: Requiem for a Fallen Star (uitgezonden op 21 januari 1973). Ze speelt zichzelf in de rol van kostuumontwerpster voor actrice Norma Chandler (Anne Baxter) een voormalige Hollywooddiva. Op de achtergrond zijn Heads Oscars te zien. Toen nog zeven, in 1974 kreeg ze nummer acht).

## Academy Awards
In 1949 stelde de Academy of Motion Picture Arts and Sciences een nieuwe categorie in bij de uitreiking van de jaarlijkse Academy Awards, en wel voor kostuumontwerpen. Al in het eerste jaar kreeg Head een nominatie in deze categorie voor The Emperor Waltz. Tussen 1949 en 1966 zou ze onafgebroken worden genomineerd, terwijl ze acht keer won. Geen andere vrouw in de filmindustrie heeft tot nu toe zoveel Oscars gekregen.
In 1950 kreeg ze haar eerste Oscar voor de kostuumontwerpen voor The Heiress. Haar laatste Academy Award kreeg ze in 1974 voor The Sting. In totaal werd Edith Head 35 keer genomineerd voor de Academy Awards in de Categorie Beste Kostuumontwerpen. Hieronder een overzicht van haar Oscarnominaties en gewonnen Oscars. In sommige jaren werd ze dubbel genomineerd, omdat er tot 1968 nog onderscheid gemaakt in kostuumontwerpen voor kleur- en zwart-witfilms):
- 1949 – kleur The Emperor Waltz
- 1950 – zwart-wit The Heiress – Gewonnen
- 1951 – kleur Samson and Delilah – Gewonnen
- 1951 – zwart-wit All About Eve– Gewonnen
- 1952 – zwart-wit A Place in the Sun – Gewonnen
- 1953 – kleur The Greatest Show on Earth
- 1953 – zwart-wit Carrie
- 1954 – zwart-wit Roman Holiday – Gewonnen
- 1955 – zwart-wit Sabrina – Gewonnen
- 1956 – kleur To Catch a Thief
- 1956 – zwart-wit The Rose Tattoo
- 1957 – kleur The Ten Commandments
- 1957 – zwart-wit The Proud and Profane
- 1958 – kleur Funny Face
- 1959 – kleur The Buccaneer
- 1960 – kleur The Five Pennies
- 1960 – zwart-wit Career
- 1960 – kleur Pepe
- 1961 – zwart-wit The Facts of Life – Gewonnen
- 1962 – kleur Pocketful of Miracles
- 1963 – kleur My Geisha
- 1963 – zwart-wit The Man Who Shot Liberty Valance
- 1964 – kleur A New Kind of Love
- 1964 – zwart-wit Wives and Lovers
- 1964 – zwart-wit Love with the Proper Stranger
- 1965 – kleur What a Way to Go!
- 1965 – zwart-wit A House Is Not a Home
- 1966 – kleur – Inside Daisy Clover
- 1966 – zwart-wit The Slender Thread
- 1967 – kleur The Oscar
- 1970 – Sweet Charity
- 1971 – Airport
- 1974 – The Sting – Gewonnen
- 1976 – The Man Who Would Be King
- 1978 – Airport '77